# Dameblad
Et dameblad er et tidsskrift, som er henvendt til kvinder. Læsestoffet i et dameblad lægger ofte vægt på kvinders interesser. Damebladene udkommer som regel en gang ugentligt. Månedsmagasiner henvendt til kvinder indgår kun i sjældne tilfælde i kategorien.
Eksempler på dameblade: Alt for Damerne, Familie Journal, Tidens Kvinder.
Typisk indhold i en dameblad er:
- noveller
- romaner, fortsat over flere numre af bladet
- kryds og tværs-opgaver
- artikler om kosmetik og mode
- artikler om kendte personer
- råd til sexlivet
- madopskrifter

Vægtningen af de forskellige temaer er forskellig fra blad til blad.